# LeRoy (Michigan)
LeRoy est un village du comté d'Osceola, dans l'État du Michigan, aux États-Unis. En 2020, il comptait une population de 260 habitants.